# Muscigralla brevicauda
A Muscigralla brevicauda a madarak (Aves) osztályának verébalakúak (Passeriformes) rendjébe a királygébicsfélék (Tyrannidae) családjába tartozó Muscigralla nem egyetlen faja.

## Rendszerezése
A nemet és a fajt is Alcide d’Orbigny és Frédéric de Lafresnaye írták le 1897-ben.

## Előfordulása
Dél-Amerika nyugati, tengerparti részén, Chile, Ecuador és Peru területén honos. Természetes élőhelyei a szubtrópusi és trópusi száraz erdők, valamint legelők és szántóföldek. Állandó, nem vonuló faj.

## Megjelenése
Testhossza 12 centiméter.

## Természetvédelmi helyzete
Az elterjedési területe nagyon nagy, egyedszáma pedig stabil. A Természetvédelmi Világszövetség Vörös listáján nem fenyegetett fajként szerepel.